# Laurent Bado
Laurent Kilachu Bado, né le 28 août 1945 à Zoula, Burkina Faso (alors Haute-Volta), est un intellectuel et homme politique burkinabè, père du « grégarisme africain ».

## Biographie

### Début de carrière
Professeur de droit constitutionnel et sciences politiques à l'université de Ouagadougou (actuelle Université Joseph Ki-Zerbo), il a occupé plusieurs autres postes de responsabilité (Commissaire à la Réforme de l'administration, Chef du département de droit public, etc.)

### Carrière politique
Il crée en 2000, le Parti de la renaissance nationale (PAREN) et forme, en 2005, avec le Mouvement populaire pour le socialisme du docteur Émile Paré, une coalition : « l'opposition burkinabè unie » (OBU), en vue de présenter un candidat unique à l'élection présidentielle de 2005. Mais le parti éclate faute d'entente sur le choix du candidat à présenter. Une vive polémique a d'ailleurs opposé Bado à Paré à propos d'une affaire de 30 millions de Franc CFA que le pouvoir leur aurait remis pour créer une vraie opposition politique. Il a également une position très tranchée sur l'homosexualité qu'il qualifie de crime contre l'humanité en appelant les Africains à faire preuve de vigilance sur la conservation des acquis culturels de la société.

## Engagement civique panafricaniste
Selon Laurent Bado, le problème majeur des Africains est le mimétisme. Il prône le grégarisme comme modèle de société pour l'Afrique en général et le Burkina Faso en particulier. Modèle qui offre une alternative aux systèmes capitalistes et socialistes qui ont montré leurs limites, selon lui.
Dans PAREN, le testament de Laurent Bado, il définit le grégarisme appliqué à l'Afrique comme la mise en place d'une économie populaire :  « La voie de l'Afrique(...)(est) bel et bien le grégarisme de la tradition qui distingue la liberté et la solidarité sans les séparer, qui unit l'individu et le groupe sans les confondre. »
Laurent Bado s'est retiré de la scène politique.

## Études
- Licence en droit, Côte d'Ivoire
- Diplôme de l'Institut international d'administration de Paris
- Diplôme d'État approfondi de droit public.

## Biographie
- Laurent Bado, Mes 29 propositions et leurs 213 mesures de mise en oeuvre pour transformer le Burkina Faso en profondeur, Les Presses Africaines, 2019 (ISBN 978-2-491006-00-6)
- Laurent Bado, Mon experience politique, Burkina Faso, Lettre politique VII, 2014, 117 p. (OCLC 905840444)
- Laurent Bado, Journal d'un vacancier : nouvelles, Ouagadougou, Editions Kraal, 2012, 129 p. (ISBN 9782912944047, OCLC 872624974)